# Charles-François Dupuis

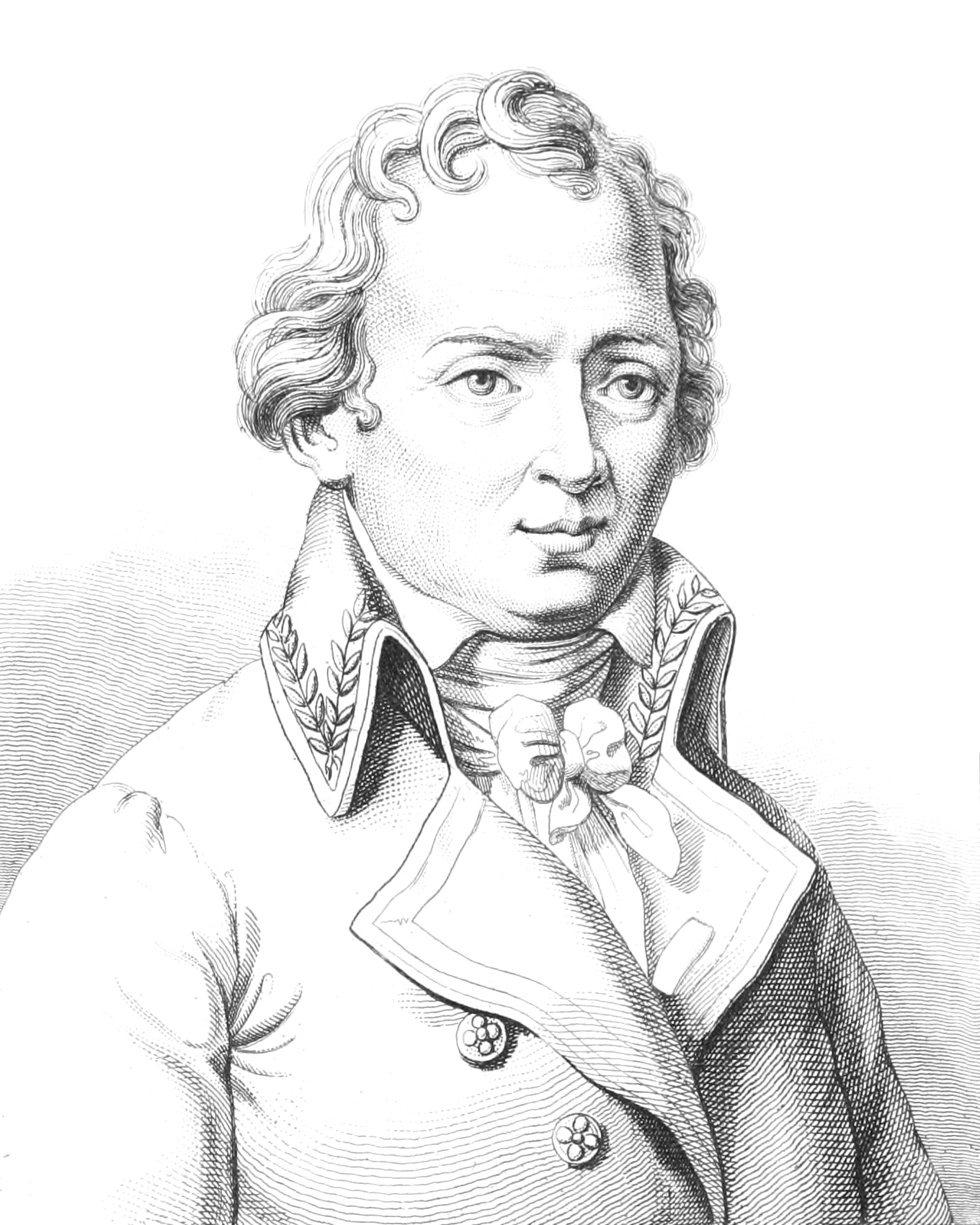
Charles-François Dupuis.

Charles-François Dupuis, född 26 oktober 1742 i Trie-Château (departementet Oise), död 29 september 1809 i Is-sur-Tille (departementet Côte-d'Or), var en fransk vetenskapsman. 
Dupuis blev 1787 professor i romersk vältalighet vid Collège de France, valdes efter revolutionen till medlem av nationalkonventet och de femhundras råd samt var 1799-1802 president i lagstiftande kåren. 
På föranstaltande av cordelierklubben utkom hans arbete Origine de tous les cultes, ou la réligion universelle (1794, 7 band; senast utgiven 1883), som utövade ett stort inflytande på riktningen av studierna rörande religionernas uppkomst. Hans sista arbete var Mémoire explicatif du zodiaque chronologique et mythologique (1806).